# أيوب بومبوي
أيوب كوندو بومبوي (بالإنجليزية: Ayoub Kondo Bombwe)‏، هُو مُمثل تنزاني.

## وصلات خارجية
- أيوب بومبوي في قاعدة بيانات الأفلام على الإنترنت